# Silnice II/403
Silnice II/403 je silnice II. třídy, která vede z Koutů do Telče. Je dlouhá 30,8 km. Prochází jedním krajem a dvěma okresy.

## Stavby
V roce 2023 byl v Bransouzích opraven most silnice II/304.

## Vedení silnice

### Kraj Vysočina, okres Třebíč
- Kouty (křiž. II/351)
- Chlum
- Bransouze (křiž. III/4031, III/40510)

### Kraj Vysočina, okres Jihlava
- Brtnice (křiž. II/405, III/4033, III/4034, III/4025, peáž s II/405)
- Jestřebí (křiž. II/402, peáž s II/402)
- Stonařov (křiž. I/38, peáž s I/38, II/402)
- Otín (křiž. III/4035)
- Pavlov (křiž. III/4066, III/4036)
- Nevcehle (křiž. III/4037)
- Urbanov
- Žatec (křiž. III/4038)
- Telč (křiž. I/23)